# Roger Livesey
Roger Livesey (25 de junho de 1906 - 4 de fevereiro de 1976) foi um ator de cinema e teatro galês. Ele é lembrado mais frequentemente por suas três colaborações com Michael Powell e Emeric Pressburger: Coronel Blimp - Vida e Morte (1943), Sei Onde Fica o Paraíso (1945) e Neste Mundo e no Outro (1946). Alto e largo, com cabelos ruivos, Livesey usou sua voz rouca altamente distinta, modos gentis e físico atlético para criar muitos papéis notáveis em seu trabalho de teatro e cinema.

## Início da Vida
Livesey nasceu em Barry, País de Gales. Embora a maioria dos artigos sobre ele tenha indicado que seus pais eram Samuel Livesey e Mary Catherine (née Edwards), pesquisas posteriores mostraram que seu pai era na verdade Joseph Livesey. A confusão pode ter surgido porque sua mãe Mary se casou com Samuel (irmão de Joseph) após a morte de Joseph e a morte da esposa de Samuel, irmã de Mary. Samuel e Mary tiveram um filho, Stella, que era meia-irmã de Roger e primo em primeiro grau. Roger Livesey foi educado na Westminster City School, em Londres. Seus dois meio-irmãos (que também eram primos de primeiro grau) também foram atores.

## Filmografia
- The Four Feathers (1921) - Harry Faversham - child
- Where the Rainbow Ends (1921) - Cubby the Lion Cub (não creditado)
- Married Love (1923) - Henry Burrows
- East Lynne on the Western Front (1931) - Sandy
- A Cuckoo in the Nest (1933) - Alfred
- The Veteran of Waterloo (1933) - Sergeant MacDonald
- Blind Justice (1934) - Gilbert Jackson
- Lorna Doone (1934) - Tom Faggus
- The Price of Wisdom (1935) - Peter North
- Midshipman Easy (1935) - Captain Wilson
- Rembrandt (1936) - Beggar Saul
- The Drum (1938) - Capt. Carruthers
- The Rebel Son (1938) - Peter Bulba
- Keep Smiling (1938) - Bert Wattle
- Spies of the Air (1940) - Charles Houghton
- Girl in the News (1940) - Bill Mather
- The Life and Death of Colonel Blimp (1943) - Clive Candy
- I Know Where I'm Going! (1945) - Torquil MacNeil
- A Matter of Life and Death (1946) - Doctor Frank Reeves
- Vice Versa (1948) - Paul Bultitude / Dick Bultitude
- That Dangerous Age (1949) - Sir Brian Brooke
- Green Grow the Rushes (1951) - Capt. Cedric Biddle
- The Master of Ballantrae (1953) - Col. Francis Burke
- The Intimate Stranger (1956) - Ben Case
- The Stowaway (1958) - Major Owens
- It Happened in Broad Daylight (1958) - Professor Manz (voz)
- The League of Gentlemen (1960) - Mycroft
- Upgreen - And at Em (1960)
- The Entertainer (1960) - Billy Rice
- By Invitation Only (1961) - Phillip Gordon-Davies
- No My Darling Daughter (1961) - General Henry Barclay
- Of Human Bondage (1964) - Thorpe Athelny
- The Amorous Adventures of Moll Flanders (1965) - Drunken Parson
- Oedipus the King (1968) - Shepherd
- Hamlet (1969) - First Player / Gravedigger
- Futtocks End (1970) - The Artist
- The Pallisers (1974, BBC) - Duke of St Bungay